# 趙宏偉 (1954年)
趙宏偉（1954年—）是一名住在日本的中國人學者，專門研究中國政治、東亞國際關係。

## 經歷
出生於遼寧省，從吉林大学畢業後曾經擔任記者，1986年前往日本留学。入讀東京大学大学院綜合文化研究科地域文化研究専攻修士課程、博士課程、1993年取得博士。現在、法政大學職業管理学部教授、中國人民大學重陽金融研究院高級研究員。
2016年2月末前往中国・北京出差，在預定回日本的時候卻突然失踪。直到3月23日，日本的家人電話才接收到其電話。

## 著書
- 『中国の重層集権体制と経済発展』 （東京大学出版会、1998年）
- 『膨張する中国　呑み込まれる日本』 （講談社、2002年）
- 『お笑い日中戦闘宣言！』 （実業之日本社、2002年）　泰利伊藤・金美齡との鼎談本